# شهرك صنعتي (بالا لاريجان)
شهرك صنعتي (بالفارسية: شهرک صنعتی) هي قرية تقع في إيران في قسم بالا لاریجان الريفي. يقدر عدد سكانها بـ 11 نسمة .